# Adaphaenura minuscula
Adaphaenura minuscula là một loài bướm đêm trong họ Noctuidae.